# Cantón de Retournac
El cantón de Retournac era una división administrativa francesa, que estaba situada en el departamento de Alto Loira y la región de Auvernia.

## Composición
El cantón estaba formado por tres comunas:
- Retournac
- Saint-André-de-Chalencon
- Solignac-sous-Roche

## Supresión del cantón de Retournac
En aplicación del Decreto n.º 2014-162 de 17 de febrero de 2014, el cantón de Retournac fue suprimido el 22 de marzo de 2015 y sus 3 comunas pasaron a formar parte del nuevo cantón de Bas-en-Basset.